# Neofit (patriarcha Bułgarii)
Neofit, imię świeckie Simeon Nikołow Dimitrow (ur. 15 października 1945 w Sofii, zm. 13 marca 2024 tamże) – bułgarski biskup prawosławny. Patriarcha Bułgarii w latach 2013–2024. 

## Życiorys

### Młodość i wczesna działalność
Pochodzi z głęboko religijnej rodziny. Jego matka była sprzątaczką, ojciec pracował jako kolejarz. W 1965 ukończył naukę w seminarium duchownym w Sofii, zaś w 1971 w Akademii Duchownej św. Klemensa z Ochrydy w tym samym mieście. Przez dwa kolejne lata kontynuował edukację na katedrze śpiewu cerkiewnego na Moskiewskiej Akademii Duchownej. W 1973, po powrocie do Bułgarii, został wykładowcą śpiewu cerkiewnego (od 1977 także liturgiki) oraz dyrygentem chóru studentów Akademii Duchownej, której był absolwentem. 3 sierpnia 1975 złożył wieczyste śluby mnisze w Monasterze Trojańskim przed patriarchą Bułgarii Maksymem. 15 sierpnia tego samego roku został przez niego wyświęcony na hierodiakona, zaś 25 marca 1976 na hieromnicha. W 1980 otrzymał godność archimandryty.

### Biskup
8 grudnia 1985 w soborze św. Aleksandra Newskiego w Sofii miała miejsce jego chirotonia na biskupa lewkijskiego, wikariusza metropolii sofijskiej. Od 1989 był rektorem Akademii Duchownej św. Klemensa Ochrydzkiego, zaś od 1991 do 1992 był dziekanem wydziału teologicznego uniwersytetu w Sofii, pierwszym po jego ponownym otwarciu. Od 1992 pełnił funkcję sekretarza Świętego Synodu Bułgarskiego Kościoła Prawosławnego. 27 marca 1994 powierzono mu zarząd eparchii dorostolskiej i czerweńskiej, zaś w 2001, po podziale tejże eparchii na dorostolską i ruseńską został metropolitą ruseńskim.
W styczniu 2012 komisja badająca archiwa tajnych służb komunistycznej Bułgarii podała, że Neofit (Dimitrow) był agentem KDS o pseudonimie Simeonow. Duchowny zaprzeczył, jakoby współpracował z tajnymi służbami, twierdząc, że kontaktował się z nimi jedynie z powodu swoich oficjalnych wyjazdów za granicę. Faktycznie biskup nie podjął aktywnej współpracy, zaś po 1989 żądał wykreślenia swojego nazwiska z listy tajnych współpracowników.

### Patriarcha Bułgarii
24 lutego 2013 został wybrany na patriarchę przez Sobór Lokalny, pokonując w głosowaniu metropolitę łoweckiego Gabriela i metropolitę starozagorskiego Galakcjona. W decydującym głosowaniu uzyskał 90 głosów, zaś metropolita Gabriel – 47.
Zmarł 13 marca 2024 w Szpitalu Wojskowej Akademii Medycznej w Sofii, po długiej chorobie. Został pochowany w soborze św. Niedzieli w Sofii.

## Odznaczenia
- Order Księcia Jarosława Mądrego I klasy – Ukraina (2013)[11]
- Łańcuch Orderu Świętych Cyryla i Metodego – Bułgaria (22 czerwca 2010)[12]
- Order Stara Płanina I klasy – Bułgaria (19 października 2015)[13]